# Chen Pi-hsien
Chen Pi-hsien (Taiwan, 15 novembre 1950) è una pianista taiwanese.

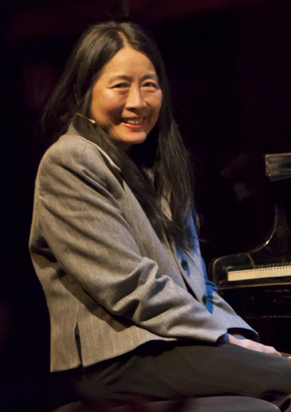
Chen Pi-hsien (2011)

Si esibisce in pubblico per la prima volta all'età di cinque anni, in seguito si trasferisce in Germania all'età di nove. Studia con Hans-Otto Schmidt-Neuhaus ed in seguito da Wilhelm Kempff e Tatiana Nikolayeva, tra gli altri. Dal 1983, Chen Pi-hsien insegna pianoforte alla Musikhochschule, a Colonia.
La sua discografia comprende incisioni di musica di Bach e di autori contemporanei, tra i quali John Cage, Pierre Boulez, Karlheinz Stockhausen, Roberto Carnevale e György Kurtág. Le sue incisioni sono generalmente molto ben accettate dal pubblico e dalla critica, considerate molto garbate e delicate, nonché ineccepibili dal punto di vista tecnico.